# Михайловка (Мишкинский район)
Михайловка (баш. Михайловка) — деревня в Мишкинском районе Республики Башкортостан Российской Федерации. Входит в состав Новотроицкого сельсовета.

## География

### Географическое положение
Расстояние до:
- районного центра (Мишкино): 24 км,
- центра сельсовета (Новотроицкое): 7 км,
- ближайшей ж/д станции (Загородная): 100 км.

## Население
| 2002 | 2009 | 2010 |
| ---- | ---- | ---- |
| 1    | →1   | ↘0   |

Национальный состав
Согласно переписи 2002 года, преобладающая национальность — русские (100 %).